# Campionati europei di sollevamento pesi 2013
I Campionati europei di sollevamento pesi 2013, 94ª edizione maschile e 26ª femminile della manifestazione, si sono svolti dall'8 al 14 aprile a Tirana, in Albania, al Palazzetto dello Sport Asllan Rusi.
È il primo campionato europeo di sollevamento pesi ad essere organizzato in Albania: al momento della scelta della sede, erano state prese in considerazione anche Varna, in Bulgaria, e Valencia, in Spagna, poi scartate.
In base alle variazioni avvenute nel corso del suo svolgimento, l'edizione è conteggiata come:
- la 72ª effettivamente organizzata;
- la 92ª secondo la numerazione della EWF;
- la 94ª secondo la numerazione della IWF.

## Squalifiche
Le competizioni furono caratterizzate da diciotto squalifiche:
- Valentin Hristov nei pesi piuma maschili, che vinse la gara;
- Igor Bour nei pesi piuma maschili, che giunse secondo;
- Zulfugar Suleymanov nei pesi piuma maschili, che giunse terzo;
- Sardar Hasanov nei pesi leggeri maschili, che giunse secondo;
- Alexandru Spac nei pesi medi maschili, che giunse secondo;
- Razvan Martin nei pesi medi maschili, che giunse terzo;
- Andranik Karapetyan nei pesi medi maschili, che giunse quarto;
- Rauli Tsirakidze nei pesi massimi leggeri maschili, che giunse terzo;
- Intigam Zairov nei pesi mediomassimi maschili, che vinse la gara;
- Rinat Kireev nei pesi mediomassimi maschili, che giunse secondo;
- Davit Gogia nei pesi massimi maschili, che giunse terzo;
- Irakli Turmanidze nei pesi supermassimi maschili, che giunse quarto;
- Silvija Angelova nei pesi gallo femminili, che giunse seconda;
- Elena Andrieș nei pesi gallo femminili, che giunse terza;
- Marina Šainova nei pesi medi femminili, che vinse la gara;
- Hanna Bacjuška nei pesi medi femminili, che non terminò la gara;
- Anastasija Romanova nei pesi massimi femminili, che giunse terza;
- Svitlana Cherniavska nei pesi supermassimi femminili, che vinse la gara.

Il 3 marzo 2021, otto anni dopo la conclusione dei campionati, in base a un riesame delle provette degli anni tra il 2012 e il 2015 Oksana Slivenko venne squalificata per due anni e le medaglie da lei vinte furono revocate e non riassegnate.

## Titoli in palio
Sono stati assegnati 15 titoli nel totale dell'esercizio (45 considerando anche le due specialità, lo strappo e lo slancio) in 8 categorie maschili e 7 femminili, sotto elencate.
Categorie maschili
| Categoria            | Eventi         | Atleti | Gruppi |
| -------------------- | -------------- | ------ | ------ |
| Pesi gallo           | Fino a 56 kg   | 11     | 2      |
| Pesi piuma           | Fino a 62 kg   | 10     | 2      |
| Pesi leggeri         | Fino a 69 kg   | 13     | 2      |
| Pesi medi            | Fino a 77 kg   | 12     | 2      |
| Pesi massimi leggeri | Fino a 85 kg   | 18     | 2      |
| Pesi mediomassimi    | Fino a 94 kg   | 17     | 2      |
| Pesi massimi         | Fino a 105 kg  | 18     | 2      |
| Pesi supermassimi    | Oltre i 105 kg | 15     | 2      |

Categorie femminili
| Categoria            | Eventi        | Atlete | Gruppi |
| -------------------- | ------------- | ------ | ------ |
| Pesi gallo           | Fino a 48 kg  | 10     | 2      |
| Pesi piuma           | Fino a 53 kg  | 12     | 2      |
| Pesi leggeri         | Fino a 58 kg  | 12     | 2      |
| Pesi medi            | Fino a 63 kg  | 13     | 2      |
| Pesi massimi leggeri | Fino a 69 kg  | 12     | 2      |
| Pesi massimi         | Fino a 75 kg  | 10     | 2      |
| Pesi supermassimi    | Oltre i 75 kg | 9      | 2      |

## Calendario eventi
Il 1º febbraio 2013 viene diffuso il calendario dei titoli da assegnare nelle sette giornate di gare.
| Giorno→ Categoria ↓ | Lu 8 | Ma 9 | Me 10 | Gi 11 | Ve 12 | Sa 13 | Do 14 |
| ------------------- | ---- | ---- | ----- | ----- | ----- | ----- | ----- |
| 56 kg               | ●    |      |       |       |       |       |       |
| 62 kg               |      | ●    |       |       |       |       |       |
| 69 kg               |      |      | ●     |       |       |       |       |
| 77 kg               |      |      |       | ●     |       |       |       |
| 85 kg               |      |      |       |       | ●     |       |       |
| 94 kg               |      |      |       |       |       | ●     |       |
| 105 kg              |      |      |       |       |       | ●     |       |
| +105 kg             |      |      |       |       |       |       | ●     |

| Giorno→ Categoria ↓ | Lu 8 | Ma 9 | Me 10 | Gi 11 | Ve 12 | Sa 13 | Do 14 |
| ------------------- | ---- | ---- | ----- | ----- | ----- | ----- | ----- |
| 48 kg               | ●    |      |       |       |       |       |       |
| 53 kg               |      | ●    |       |       |       |       |       |
| 58 kg               |      |      | ●     |       |       |       |       |
| 63 kg               |      |      |       | ●     |       |       |       |
| 69 kg               |      |      |       |       | ●     |       |       |
| 75 kg               |      |      |       |       |       | ●     |       |
| +75 kg              |      |      |       |       |       |       | ●     |

## Nazioni partecipanti

### Iscritte
Il 10 febbraio 2013 è diffusa la lista degli atleti iscritti ai campionati, che sono 237 (142 uomini e 95 donne, incluse le riserve) rappresentanti di 34 nazioni.
- Albania  (16)
- Armenia  (5)
- Azerbaigian  (6)
- Belgio  (1)
- Bosnia ed Erzegovina  (1)
- Bielorussia  (14)
- Bulgaria  (14)
- Croazia  (3)
- Danimarca  (1)
- Estonia  (3)
- Finlandia  (8)
- Francia  (16)
- Georgia  (5)
- Germania  (8)
- Grecia  (8)
- Israele  (1)
- Italia  (10)
- Lettonia  (2)
- Lituania  (1)
- Moldavia  (8)
- Norvegia  (5)
- Paesi Bassi  (2)
- Polonia  (19)
- Regno Unito  (2)
- Rep. Ceca  (9)
- Romania  (10)
- Russia  (19)
- Slovacchia  (3)
- Spagna  (9)
- Svezia  (3)
- Svizzera  (1)
- Turchia  (5)
- Ucraina  (13)
- Ungheria  (6)

### Effettive
Le nazioni che hanno partecipato ai campionati furono 35 per un totale di 192 partecipanti (114 atleti e 78 atlete). Tra parentesi i partecipanti per nazione. Rispetto alle iscrizioni, si aggiunge l'Irlanda.
- Albania  (13)
- Armenia  (3)
- Azerbaigian  (6)
- Belgio  (1)
- Bosnia ed Erzegovina  (1)
- Bielorussia  (6)
- Bulgaria  (12)
- Croazia  (3)
- Danimarca  (1)
- Estonia  (3)
- Finlandia  (8)
- Francia  (11)
- Georgia  (5)
- Germania  (8)
- Grecia  (8)
- Irlanda  (1)
- Israele  (1)
- Italia  (10)
- Lettonia  (2)
- Lituania  (1)
- Moldavia  (8)
- Norvegia  (5)
- Paesi Bassi  (2)
- Polonia  (12)
- Regno Unito  (2)
- Rep. Ceca  (2)
- Romania  (10)
- Russia  (14)
- Slovacchia  (2)
- Spagna  (7)
- Svezia  (3)
- Svizzera  (1)
- Turchia  (5)
- Ucraina  (10)
- Ungheria  (5)

## Risultati

### Categorie maschili
| Evento  | Oro                  | Oro    | Argento              | Argento | Bronzo              | Bronzo |
| ------- | -------------------- | ------ | -------------------- | ------- | ------------------- | ------ |
| 56 kg   |                      |        |                      |         |                     |        |
| Strappo | Asen Muradov         | 118 kg | Oleg Sîrghi          | 116 kg  | Tom Goegebuer       | 113 kg |
| Slancio | Oleg Sîrghi          | 145 kg | Asen Muradov         | 140 kg  | Mirco Scarantino    | 136 kg |
| Totale  | Oleg Sîrghi          | 261 kg | Asen Muradov         | 258 kg  | Tom Goegebuer       | 248 kg |
| 62 kg   |                      |        |                      |         |                     |        |
| Strappo | Florin Croitoru      | 135 kg | Ferdi Nazif          | 126 kg  | Ghenadie Dudoglo    | 125 kg |
| Slancio | Florin Croitoru      | 155 kg | Stojan Enev          | 155 kg  | Arthouros Akriditis | 150 kg |
| Totale  | Florin Croitoru      | 290 kg | Stojan Enev          | 278 kg  | Ghenadie Dudoglo    | 275 kg |
| 69 kg   |                      |        |                      |         |                     |        |
| Strappo | Oleg Čen             | 155 kg | Daniel Godelli       | 145 kg  | Serghei Cechir      | 143 kg |
| Slancio | Daniel Godelli       | 180 kg | Oleg Čen             | 176 kg  | Briken Calja        | 174 kg |
| Totale  | Oleg Čen             | 331 kg | Daniel Godelli       | 325 kg  | Bernardin Matam     | 311 kg |
| 77 kg   |                      |        |                      |         |                     |        |
| Strappo | Dmitrij Chomjakov    | 161 kg | Eduard Savchenko     | 148 kg  | Paul Stoichiță      | 148 kg |
| Slancio | Dmitrij Chomjakov    | 190 kg | Paul Stoichiță       | 186 kg  | Damian Kuczyński    | 185 kg |
| Totale  | Dmitrij Chomjakov    | 351 kg | Paul Stoichiță       | 334 kg  | Damian Kuczyński    | 330 kg |
| 85 kg   |                      |        |                      |         |                     |        |
| Strappo | Apti Auchadov        | 173 kg | Ivan Markov          | 170 kg  | Gabriel Sîncrăian   | 166 kg |
| Slancio | Apti Auchadov        | 215 kg | Ivan Markov          | 205 kg  | Al'bert Sajachov    | 202 kg |
| Totale  | Apti Auchadov        | 388 kg | Ivan Markov          | 375 kg  | Al'bert Sajachov    | 367 kg |
| 94 kg   |                      |        |                      |         |                     |        |
| Strappo | Žygimantas Stanulis  | 172 kg | Vazha Ghonghadze     | 168 kg  | Andrian Zbirnea     | 168 kg |
| Slancio | Aljaksandr Makaranka | 200 kg | Žygimantas Stanulis  | 200 kg  | Miika Anttiroiko    | 196 kg |
| Totale  | Žygimantas Stanulis  | 372 kg | Aljaksandr Makaranka | 366 kg  | Yaroslav Chernyshov | 362 kg |
| 105 kg  |                      |        |                      |         |                     |        |
| Strappo | Maksim Šejko         | 184 kg | David Bedžanjan      | 181 kg  | Albert Kuzilov      | 180 kg |
| Slancio | David Bedžanjan      | 230 kg | Artūrs Plēsnieks     | 222 kg  | Maksim Šejko        | 220 kg |
| Totale  | David Bedžanjan      | 411 kg | Maksim Šejko         | 404 kg  | Artūrs Plēsnieks    | 397 kg |
| +105 kg |                      |        |                      |         |                     |        |
| Strappo | Artem Udačyn         | 200 kg | Ruslan Albegov       | 195 kg  | Peter Nagy          | 190 kg |
| Slancio | Ruslan Albegov       | 247 kg | Artem Udačyn         | 242 kg  | Jiří Orság          | 237 kg |
| Totale  | Ruslan Albegov       | 442 kg | Artem Udačyn         | 442 kg  | Jiří Orság          | 422 kg |

### Categorie femminili
| Evento  | Oro                  | Oro    | Argento              | Argento | Bronzo               | Bronzo |
| ------- | -------------------- | ------ | -------------------- | ------- | -------------------- | ------ |
| 48 kg   |                      |        |                      |         |                      |        |
| Strappo | Genny Pagliaro       | 82 kg  | Jana Djačenko        | 75 kg   | Estefanía Juan Tello | 73 kg  |
| Slancio | Genny Pagliaro       | 99 kg  | Anaïs Michel         | 92 kg   | Estefanía Juan Tello | 90 kg  |
| Totale  | Genny Pagliaro       | 181 kg | Jana Djačenko        | 164 kg  | Anaïs Michel         | 164 kg |
| 53 kg   |                      |        |                      |         |                      |        |
| Strappo | Julija Paratova      | 90 kg  | Svetlana Čeremšanova | 82 kg   | Manon Lorentz        | 81 kg  |
| Slancio | Svetlana Čeremšanova | 106 kg | Ayşegül Çoban        | 105 kg  | Maja Ivanova         | 105 kg |
| Totale  | Julija Paratova      | 194 kg | Svetlana Čeremšanova | 188 kg  | Maja Ivanova         | 186 kg |
| 58 kg   |                      |        |                      |         |                      |        |
| Strappo | Alena Čyčkan         | 95 kg  | Romela Begaj         | 95 kg   | Loredana Toma        | 93 kg  |
| Slancio | Alena Čyčkan         | 118 kg | Loredana Toma        | 117 kg  | Romela Begaj         | 112 kg |
| Totale  | Alena Čyčkan         | 213 kg | Loredana Toma        | 210 kg  | Romela Begaj         | 207 kg |
| 63 kg   |                      |        |                      |         |                      |        |
| Strappo | Milka Maneva         | 96 kg  | Irina Lepșa          | 90 kg   | Anna Leśniewska      | 89 kg  |
| Slancio | Irina Lepșa          | 122 kg | Milka Maneva         | 121 kg  | Anna Leśniewska      | 114 kg |
| Totale  | Milka Maneva         | 217 kg | Irina Lepșa          | 212 kg  | Anna Leśniewska      | 203 kg |
| 69 kg   |                      |        |                      |         |                      |        |
| Strappo | Dzina Sazanavec      | 112 kg | Oksana Slivenko      | 112 kg  | Nadija Myronjuk      | 105 kg |
| Slancio | Oksana Slivenko      | 145 kg | Dzina Sazanavec      | 140 kg  | Tatiana Matveeva     | 127 kg |
| Totale  | Oksana Slivenko      | 257 kg | Dzina Sazanavec      | 252 kg  | Nadija Myronjuk      | 230 kg |
| 75 kg   |                      |        |                      |         |                      |        |
| Strappo | Nadežda Evstjuchina  | 123 kg | Lidia Valentin       | 120 kg  | Malgorzata Wiejak    | 100 kg |
| Slancio | Nadežda Evstjuchina  | 155 kg | Lidia Valentin       | 135 kg  | Mandy Wedow          | 116 kg |
| Totale  | Nadežda Evstjuchina  | 278 kg | Lidia Valentin       | 255 kg  | Malgorzata Wiejak    | 216 kg |
| +75 kg  |                      |        |                      |         |                      |        |
| Strappo | Hanna Kozenko        | 101 kg | Sabina Bagińska      | 101 kg  | Krisztina Magát      | 96 kg  |
| Slancio | Sabina Bagińska      | 128 kg | Hanna Kozenko        | 127 kg  | Krisztina Magát      | 124 kg |
| Totale  | Sabina Bagińska      | 229 kg | Hanna Kozenko        | 228 kg  | Krisztina Magát      | 220 kg |

## Medagliere

### Grandi (totale)
Riferito al totale dell'esercizio: 16 nazioni sono entrate nel medagliere.
| Posiz. | Nazione     | Oro | Argento | Bronzo | Totale |
| ------ | ----------- | --- | ------- | ------ | ------ |
| 1      | Russia      | 6   | 2       | 1      | 9      |
| 2      | Ucraina     | 1   | 3       | 2      | 6      |
| 3      | Bulgaria    | 1   | 3       | 1      | 5      |
| 4      | Romania     | 1   | 3       | 0      | 4      |
| 5      | Bielorussia | 1   | 2       | 0      | 3      |
| 6      | Polonia     | 1   | 0       | 3      | 4      |
| 7      | Moldavia    | 1   | 0       | 1      | 2      |
| 8      | Italia      | 1   | 0       | 0      | 1      |
| 8      | Lituania    | 1   | 0       | 0      | 1      |
| 10     | Albania     | 0   | 1       | 1      | 2      |
| 11     | Spagna      | 0   | 1       | 0      | 1      |
| 12     | Francia     | 0   | 0       | 2      | 2      |
| 13     | Belgio      | 0   | 0       | 1      | 1      |
| 13     | Lettonia    | 0   | 0       | 1      | 1      |
| 13     | Rep. Ceca   | 0   | 0       | 1      | 1      |
| 13     | Ungheria    | 0   | 0       | 1      | 1      |
| Totale | Totale      | 14  | 15      | 15     | 44     |

### Grandi (totale) e Piccole (Strappo e Slancio)
Riferito al totale dell'esercizio e delle due specialità: 21 nazioni sono entrate nel medagliere.
| Posiz. | Nazione     | Oro | Argento | Bronzo | Totale |
| ------ | ----------- | --- | ------- | ------ | ------ |
| 1      | Russia      | 17  | 6       | 4      | 27     |
| 2      | Bielorussia | 5   | 3       | 0      | 8      |
| 3      | Ucraina     | 4   | 7       | 3      | 14     |
| 4      | Romania     | 4   | 6       | 3      | 13     |
| 5      | Bulgaria    | 3   | 9       | 2      | 14     |
| 6      | Italia      | 3   | 0       | 1      | 4      |
| 7      | Polonia     | 2   | 1       | 7      | 10     |
| 8      | Moldavia    | 2   | 1       | 4      | 7      |
| 9      | Lituania    | 2   | 1       | 0      | 3      |
| 10     | Albania     | 1   | 3       | 2      | 6      |
| 11     | Spagna      | 0   | 3       | 2      | 5      |
| 12     | Francia     | 0   | 1       | 4      | 5      |
| 13     | Georgia     | 0   | 1       | 1      | 2      |
| 13     | Lettonia    | 0   | 1       | 1      | 2      |
| 15     | Turchia     | 0   | 1       | 0      | 1      |
| 16     | Ungheria    | 0   | 0       | 4      | 4      |
| 17     | Belgio      | 0   | 0       | 2      | 2      |
| 17     | Rep. Ceca   | 0   | 0       | 2      | 2      |
| 19     | Finlandia   | 0   | 0       | 1      | 1      |
| 19     | Germania    | 0   | 0       | 1      | 1      |
| 19     | Grecia      | 0   | 0       | 1      | 1      |
| Totale | Totale      | 43  | 44      | 45     | 132    |

## Classifica a squadre

### Sistema di punteggio
Il sistema di punteggio è indicato dalla sommatoria dell'esercizio totale e delle due specialità in base allo schema adottato nel 1996:

### Categorie maschili
| Pos. | Squadra     | Punti |
| ---- | ----------- | ----- |
| 1    | Russia      | 622   |
| 2    | Bulgaria    | 477   |
| 3    | Moldavia    | 405   |
| 4    | Albania     | 338   |
| 5    | Azerbaigian | 309   |
| 6    | Francia     | 286   |
| 7    | Georgia     | 280   |
| 8    | Polonia     | 279   |
| 9    | Spagna      | 279   |
| 10   | Romania     | 270   |
| 11   | Germania    | 255   |
| 12   | Ucraina     | 239   |
| 13   | Grecia      | 229   |
| 14   | Ungheria    | 212   |
| 15   | Italia      | 203   |
| 16   | Finlandia   | 161   |
| 17   | Armenia     | 144   |
| 18   | Bielorussia | 141   |
| 19   | Rep. Ceca   | 111   |
| 20   | Norvegia    | 107   |
| 21   | Estonia     | 102   |
| 22   | Lituania    | 68    |
| 23   | Belgio      | 67    |
| 24   | Lettonia    | 67    |
| 25   | Regno Unito | 51    |
| 26   | Slovacchia  | 47    |
| 27   | Croazia     | 46    |
| 28   | Irlanda     | 36    |
| 29   | Svizzera    | 30    |
| 30   | Paesi Bassi | 24    |
| 31   | Israele     | 14    |

### Categorie femminili
| Pos. | Squadra              | Punti |
| ---- | -------------------- | ----- |
| 1    | Polonia              | 446   |
| 2    | Ucraina              | 430   |
| 3    | Russia               | 421   |
| 4    | Romania              | 336   |
| 5    | Italia               | 298   |
| 6    | Francia              | 295   |
| 7    | Turchia              | 260   |
| 8    | Bulgaria             | 255   |
| 9    | Germania             | 184   |
| 10   | Bielorussia          | 162   |
| 11   | Svezia               | 160   |
| 12   | Finlandia            | 143   |
| 13   | Azerbaigian          | 138   |
| 14   | Spagna               | 135   |
| 15   | Albania              | 120   |
| 16   | Moldavia             | 116   |
| 17   | Norvegia             | 75    |
| 18   | Ungheria             | 66    |
| 19   | Bosnia ed Erzegovina | 60    |
| 20   | Grecia               | 58    |
| 21   | Estonia              | 57    |
| 22   | Slovacchia           | 53    |
| 23   | Croazia              | 49    |
| 24   | Danimarca            | 46    |